# Protagonista silencioso
Em jogos eletrônicos, um protagonista silencioso é um personagem do jogador que carece de qualquer diálogo durante toda a duração do jogo, com a possível exceção de interjeições ocasionais ou frases curtas. Em alguns jogos, especialmente em romances visuais, isso pode se estender a protagonistas que têm diálogo, mas nenhuma dublagem como todos os outros NPCs. Um protagonista silencioso pode ser empregado para dar um senso de mistério ou incerteza de identidade à jogabilidade, ou para ajudar o jogador a se identificar melhor com eles. Os protagonistas silenciosos também podem ser anônimos. Nem todos os protagonistas silenciosos são necessariamente mudos ou não falam com outros personagens; eles podem simplesmente não produzir nenhum diálogo audível para o jogador. Sendo assim, deixando o jogador curioso, muitos jogos usam essa técnica como Hollow Knight, Little nightmares, e muitos outros, deixando o jogador em um suspense, tentando entender a história do personagem, quem ele é, e como ele foi parar ali,

## Origem
Os primeiros personagens nos jogos foram da década de 1980, como Mario da série homônima, Samus de Metroid e Link de The Legend of Zelda, eram protagonistas silenciosos. Personagens como esses podem ocasionalmente falar por meio de texto ou palavras audíveis, mas são limitados a fazer gestos, ruídos inarticulados ou permanecer totalmente silenciosos.
O mesmo acontecia com os primeiros jogos de RPG. Estes jogos originaram-se de jogos de interpretações de papéis como Dungeons & Dragons e quando colocados na tela, não exigiam nenhum diálogo falado, uma vez que o enredo e a mecânica dos jogos eram todos baseados em imagem e movimento. Espera-se que os jogadores se coloquem no papel de heróis silenciosos e, como o jogador não fala no jogo, o mesmo ocorre com seu avatar na tela.